# Hellawes

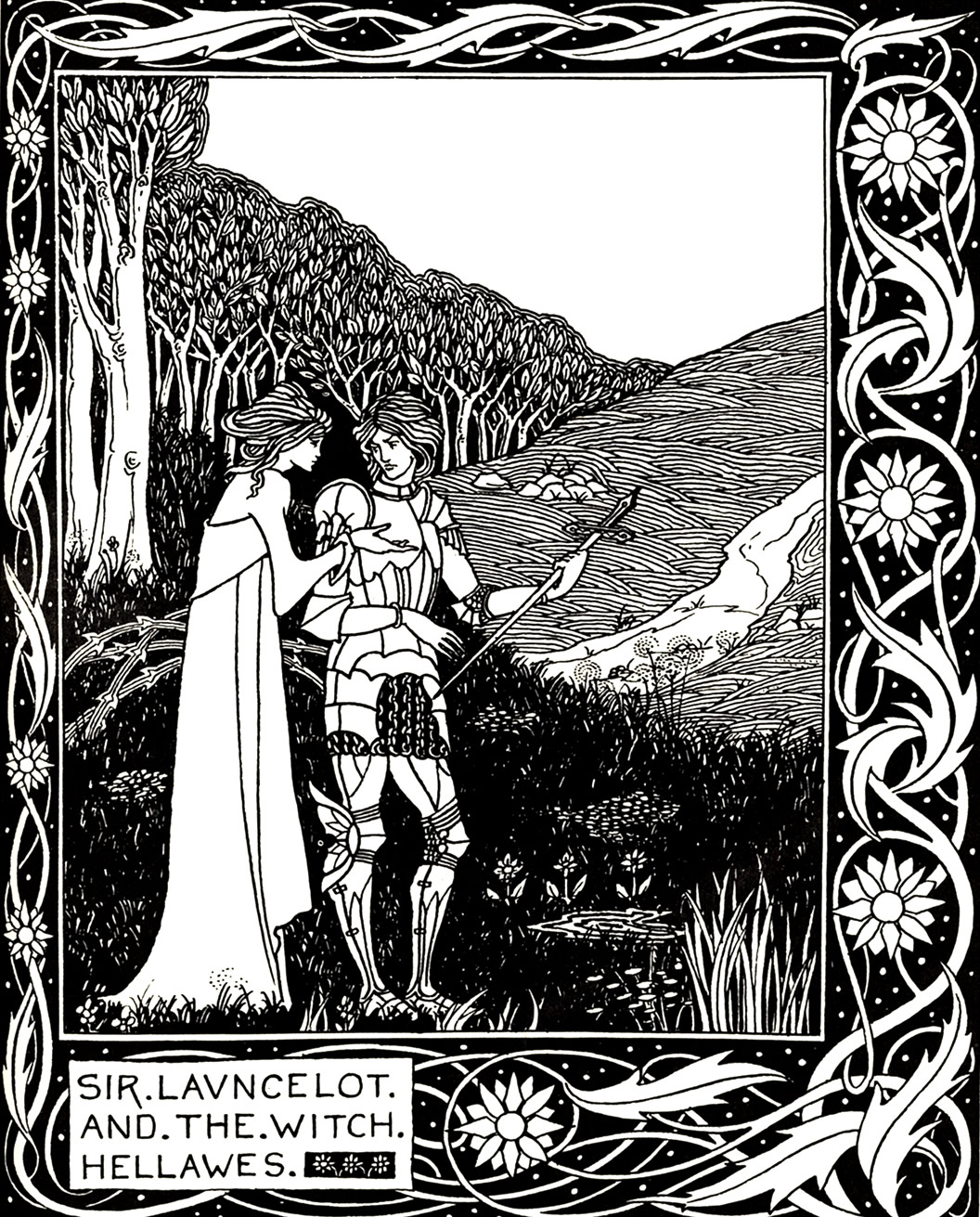
Hellawes i Lancelot

Hellawes (Elen, Elena) - w legendzie o królu Arturze była czarodziejką, która oddała swe serce dostojnemu rycerzowi Lancelotowi i kochała go z w oddaleniu przez 7 lat. W końcu udało jej się zwabić go do swojej Niebezpiecznej Kaplicy, gdzie próbowała różnych sposobów, aby wzbudzić w bohaterze miłość do siebie. Jej zabiegi okazały się nieskuteczne, gdyż Lancelot był lojalny i stały w uczuciach  tylko wobec jednej kobiety, żony króla Artura, Ginewry. Zaś do kaplicy przyszedł jedynie po uzdrawiające talizmany dla rannego rycerza Meliota. Lancelot wyszedł z kaplicy zabierając talizmany niewzruszony miłością i czarami Hellawes. Czarodziejka zrozumiała, że jej uczucie nigdy nie zostanie odwzajemnione. Z rozpaczy pękło jej serce.